# Tren rápido Santiago-Valparaíso

Diagrama de las líneas férreas a 2019 más las propuestas de trenes de alta velocidad.

El tren rápido entre Santiago y Valparaíso es un proyecto chileno para la implementación de un tren de alta velocidad (TAV) que pretende conectar al Gran Santiago con el área metropolitana de Valparaíso en un tiempo inferior al que ofrecen los actuales medios de transporte. Estas ciudades representan dos de las más grandes áreas metropolitanas del país. Asimismo, se busca dar solución a la disminución de la emisión de gases de efecto invernadero que producen los vehículos que utilizan combustibles fósiles, al ser el tren un sistema eléctrico alimentado principalmente por energías renovables generadas en Chile.Tras la suspensión y cancelación del proyecto del Tren de Alta Velocidad de Argentina, si se logra materializar, sería el primer sistema de su tipo en América Latina. 
A mediados de febrero de 2021, la Dirección de Concesiones del  Ministerio de Obras Públicas (MOP) suspendió el proyecto, acusando a los efectos de la pandemia que afectaba al país y al mundo, quedando los estudios de dos propuestas para la construcción del tren, suspendidas. En junio de 2022, se anunció la reactivación del proyecto, con un estudio que definiría el trazado final de la línea. Los estudios actualmente en licitación se previo que en un inicio concluirían a fines de 2025. Aunque ya se han registrado dos  postergaciones en el avance de la licitación. En abril de 2025 se anunció que este proyecto no tiene prioridad dentro del gobierno del presidente Boric debido a que no sería rentable.

## Historia

### Antecedentes
La idea de una segunda vía ferroviaria que conecte Santiago con Valparaíso, principalmente a través de Casablanca, ha estado presente desde inicios del siglo XX. Ya en 1910 aparecían en mapas de ferrocarriles trazados estudiados desde Santiago hasta Valparaíso, pasando por Barrancas, Curacaví, Casablanca y Placilla.
En 1915 la Oficina General de Ingeniería presentaba un proyecto de ferrocarril que consideraba un trazado que se iniciaba en las estaciones Marruecos y Malloco, siguiendo hacia Curacaví y estableciendo un túnel en el sector de la cuesta Zapata para luego alcanzar los sectores de Casablanca, Peñuelas y Placilla, posteriormente virando hacia el oeste para llegar a Laguna Verde y seguir por la costa hasta Playa Ancha y finalizar en la estación Puerto. El 29 de septiembre de 1917 se promulgaba la Ley 3318 que destinaba recursos para completar los estudios de dicho ferrocarril, mientras que el 10 de diciembre de 1919 una nueva ley (número 3571) otorgaba nuevamente recursos adicionales para dichas investigaciones.
Durante los años 1920 el interés por el ferrocarril a Valparaíso por Casablanca se mantuvo, formando parte de las discusiones entre parlamentarios en el Congreso Nacional; en junio de 1922 los Anales del Instituto de Ingenieros de Chile señalaban que tendría una extensión de 152 km y una altura máxima de 523 m s. n. m. En mapas oficiales de la Empresa de los Ferrocarriles del Estado de 1929 el trazado proyectado aparece con algunas variaciones: el trazado se iniciaba en la estación Maipú y a la altura de Casablanca viraba hacia el norte para ingresar a Viña del Mar a través de la estación El Salto.
|                            |
| Trazado propuesto en 1910. |

|                            |
| Trazado propuesto en 1915. |

|                            |
| Trazado propuesto en 1929. |

Hacia 1955, un proyecto desarrollado por la Dirección de Ferrocarriles del Ministerio de Obras Públicas y la Empresa de los Ferrocarriles del Estado presentaba un trazado por la cuesta La Dormida, acortando la distancia en 65 km entre Santiago y Valparaíso, incluyendo un túnel de 16 km. Luego del accidente ferroviario de Queronque de 1986 que paralizó el servicio de pasajeros entre Santiago y Valparaíso, en 1989 se presentó un proyecto para construir una nueva vía por la variante La Dormida por un costo de 550 millones de dólares. Nuevamente en 1992 se presentó un nuevo proyecto, pero este no prosperó debido a la demanda social. El 8 de agosto de 2009 se presentó ante el MOP un proyecto de tren de alta velocidad que conectase a Valparaiso, Santiago y el Aeropuerto Internacional Arturo Merino Benítez

### Segundo gobierno de Michelle Bachelet
En mayo de 2016 la Empresa de los Ferrocarriles del Estado presentó un estudio de prefactibilidad en el cual se indican tres potenciales trazados para una propuesta de ferrocarril de alta velocidad. En 2017 desde el ministerio de Transporte y Telecomunicaciones se anunció que se realizaron estudios de modelos de concesión para la construcción de varios proyectos ferroviarios, incluido el tren rápido.

### Segundo gobierno de Sebastián Piñera
La Dirección de Concesiones del MOP es el organismo encargado de llamar a licitación para la ejecución de las obras, así como también de evaluar su factibilidad, entre otros aspectos. Existen dos empresas interesadas en invertir en este proyecto: la empresa TVS (Transporte Valparaíso-Santiago) ―que presentó su propuesta en enero de 2018― y el consorcio conformado por las empresas Agunsa, FCC y Talgo. Cada uno de los proyectos ofrece trazados de ruta diferentes, así como también en los costos de financiamiento inicial, como también de los precios de los pasajes de tren. Ambos proyectos ofrecen conectar las dos grandes ciudades en un plazo promedio de cuarenta y cinco minutos.
Asimismo, se encuentra contemplado la creación de estaciones intermodales que conecten con los respectivos sistema de metro, el Metro de Santiago y el Metro de Valparaíso, además de estaciones intermedias en Curacaví, Casablanca y Curauma-Placilla de Peñuelas.

### Gobierno de Gabriel Boric
Durante su campaña presidencial, el entonces candidato Gabriel Boric señaló que impulsaría una política ferroviaria durante su gobierno. Durante una entrevista dada el 17 de abril al diario El Mercurio de Valparaíso, el ministro de Transportes y Telecomunicaciones, Juan Carlos Muñoz, señaló que este proyecto es muy difícil, debido a las limitaciones de tecnología y de geografía. Sus dichos generaron controversia en varios espacios públicos: desde la Comisión de Transportes y Telecomunicaciones del Senado acordaron de manera unánime una sesión especial en la cual el ministro Muñoz pueda explicar sus dichos, que han sido considerados como una manera para bajar las expectativas. En esta misma línea el alcalde de la comuna de Valparaíso Jorge Sharp emplazó al gobierno a resolver el tema del proyecto del tren de alta velocidad.
Sin embargo, en los días siguientes el jefe de cartera salió a clarificar sus palabras, donde señaló que ha aumentado el impulso desde el gobierno para avanzar en el proyecto. Dentro de esto además, la Dirección de Concesiones del Ministerio de Obras Públicas aún está estudiando el proyecto del tren rápido Santiago-Valparaíso que fue ingresado hace algunos años atrás. La discusión pública de este tópico produjo reacciones positivas dentro del mundo político y del transporte público.
En abril de 2025 el Ministerio de Obras Públicas de Chile anunció que planea licitar la construcción de un tren de mediana velocidad que conectará Santiago y Valparaíso, pasando por La Calera, antes de finalizar el actual gobierno (marzo de 2026). Durante una entrevista con la ministra de Obras Públicas, Jessica López, se confirmó que este proyecto de alta velocidad no es un proyecto prioritario para el actual gobierno ya que no es rentable.

## Controversias

### Financiamiento
El proyecto de la empresa TVS es liderado por el conglomerado chileno Sigdo Koppers en sociedad con la empresa china Railway Group. Sin embargo, en agosto de 2019, la compañía asiática decidió retirarse del proyecto, por lo que la empresa chilena inició negociaciones para asociarse con la multinacional española Acciona.

### Gremio de buses
La Federación Nacional de Buses de Transporte de Pasajeros (Fenabus) manifestó públicamente su preocupación por la creación de esta nueva línea férrea, la cual provocaría eventualmente una baja en la demanda de pasajeros de buses entre Santiago y Valparaíso, además de acusar un trato desigual por parte de las autoridades con respecto a las garantías que se le brindan a cada medio de transporte. Con respecto a la acusación de que los buses existentes emiten gases contaminantes a la atmósfera, el presidente del gremio, Marcos Carter, argumentó que como solución a ello se pretenden implementar buses eléctricos. Por otra parte, agrupaciones de ciberactivistas acusaron al rubro de los buses interurbanos chilenos —en especial a las grandes empresas de buses— de monopolizar la oferta de transporte público en el país y de precarizar el servicio a bordo, por lo que la reaparición de los trenes significaría una alternativa para fomentar la libre competencia.

### Vinculación de costos al proyecto
En una serie de entrevistas a principios de enero de 2023, Juan Carlos García, ministro de Obras Públicas, detalló los costos del proyecto, siendo la entregada al canal nacional de televisión Mega, el sábado 14 de enero, en la cual abordó los costos de los proyectos de las iniciativas privadas de trenes rápidos. 
Ante estas declaraciones, una de las propuestas impulsadas por Iniciativas Privadas Limitada (IPL), vinculada a la empresa de ingeniería Euroandina, que desde 2019 tramitaba en el MOP su propuesta de tren rápido, la cual – al igual que el Tren Valparaíso-Santiago (TVS), de Sigdo Koppers con Acciona, alzó la voz y lanzó duros cuestionamientos contra el ministro García.
Afirmando en su declaración que el ministro falto a la verdad reiteradamente en una entrevista que abordaba sobre el proyecto Tren a Valparaíso, ya que nunca nos hemos reunido con él.
En esta misma línea, García de Mateos precisó que ante la falta de contacto con el MOP, solicitaron el 21 de noviembre reunirse con el ministro, para conocerlo y exponer su opinión sobre el proyecto.